# ویلهلم کاناریس
ویلهلم کاناریس (به آلمانی: Wilhelm Canaris) (۱ ژانویه ۱۸۸۷ – ۹ آوریل ۱۹۴۵) دریاسالار آلمانی در دوره رایش سوم و پنجمین رئیس سازمان اطلاعات نظامی نیروی زمینی آلمان بود. وی از اعضای نیروی مقاومت آلمان بود و به جرم شرکت در کودتای ۲۰ ژوئیه در ۹ آوریل ۱۹۴۵ در اردوگاه مرگ فلوسنبورگ به دار آویخته شد.

## اوایل زندگی و جنگ جهانی اول
کاناریس در الپربرگ در ناحیه شمالی دورتموند در ایالت نوردراین-وستفالن به دنیا آمد. او پسر یک کارخانه دار ثروتمند به نام کارل کاناریس بود. او معتقد بود خاندانش به یه دریاسالار و سیاستمدار یونانی آزادیخواه به نام کنستانتین کاناریس می‌رسد که این مطلب تأثیر بسیاری بر او برای پیوستن به نیروی دریایی داشت. در بازدیدش از یونان به او شمایل قهرمان یونانی داده می‌شود که او همیشه آن را در دفترش نگه می‌داشت. اما تحقیقات ریچارد باست در ۱۹۳۸ نشان می‌داد خاندان او در حقیقت در قرن هفدهم از ایتالیای شمالی مهاجرت کرده‌اند و سابقاً کاناریسی نامیده می‌شده‌اند و پدربزرگش از مذهب کاتولیک به مذهب پروتستان تغییر مذهب داده‌است.
در ۱۹۰۵ و در هفده سالگی کاناریس به نیروی دریایی امپراتوری المان پیوست و با درگرفتن جنگ جهانی اول به عنوان افسر اطلاعات در ناو اس.ام. اس درسدن مشغول خدمت شد. در جریان نبرد دریایی فالکلند در اقیانوس اطلس جنوبی در ۱۹۱۴ بین نیروی دریایی آلمان متشکل از ناوهای سبک و نیروی دریایی بریتانیا درسدن تنها ناو بود که موفق به گریز از دست دشمن شد که این به خاطر تاکتیک‌های خوب و فریبکارانه اش بود، اما بعداً در نزدیکی پایگاه چمبرلند در حوالی یکی از جزایر شیلی محاصره شد و به گل نشست این ناو آخرین ناو از ناو گروه اعزامی المان به خاور دور در جریان جنگ جهانی اول بود. افراد آن بازداشت شدند و در ماه مارس ۱۹۱۵ به شیلی برده شدند اما کاناریس در ماه اوت از کمپ گریخت و با استفاده از مهارتش در زبان اسپانیایی خود را به تعدادی از تاجران اهل آلمان که در شیلی بودند رساند و به کمک آنان در اکتبر ۱۹۱۵ به آلمان بازگشت.
بعد از ان یک وظیفه اطلاعاتی به او داده شد و برای انجام ان به اسپانیا رفت اما به وسیله مأموران بریتانیا مورد سو قصد قرار گرفت اما توانست زنده بماند و بگریزد. دوباره به خدمت نیروی دریایی بازگشت و سال‌های آخر جنگ جهانی اول را به عنوان یک فرماندهٔ مشهور زیردریایی (نامی برای زیردریاییهای المانی) را در مدیترانه گذراند (از ۱۹۱۷). او چهار زبان خارجی از جمله انگلیسی را به روانی صحبت می‌کرد. او یک افسر نیروی دریایی از دانش آموختگان مکتب قدیمی دریانوردی بود و با وجود کینه و رقابت بین آلمان و بریتانیا او احترام زیادی برای نیروی دریایی سلطنتی بریتانیا قائل بود.

## سال‌های بین دو جنگ
در جریان انقلاب آلمان در سال‌های ۱۹۱۸ و ۱۹۱۹ او به برپایی تشکیلات فرایکورپس که سازمانی شبه نظامی برای سرکوب تحرکات انقلابی کمونیستی در اروپای مرکزی بود، کمک کرد. او همچنین برای معاونت وزیر دفاع گوستاو نوزکه انتخاب شد. در ۱۹۱۹ با اریکا واگ ازدواج کرد که دختر یک کارخانه دار بود. آن‌ها صاحب دو دختر شدند؛ «اوا» و «بریجیت».
کاناریس بعد از جنگ در ارتش باقی ماند، اول به عنوان عضو فرایکورپس و سپس در نیروی دریایی رایش. در ۱۹۳۱ به درجه سروانی رسیده بود. اول به عنوان افسر رابط در ناوشکن برلین بعد به عنوان افسر فرمانده در ناو اشلیزیین. در این زمان بود که دوباره در گیر کار اطلاعاتی شد. او یکسری ارتباطات با افسران عالی‌رتبه آلمانی، سیاستمداران و صاحبان صنایع به منظور ایجاد انضباط در سیاست آلمان برقرار کرد. در زمان حضورش در فرایکورپس او با افرادی مانند هورست هارتونگ که بعداً متهم به شرکت در قتلهای سیاسی سران جناح چپ شد صمیمیت ایجاد کرده بود.
بعد از به قدرت رسیدن هیتلر کاناریس در راس آبور (سازمان اطلاعات نظامی ارتش آلمان) قرار گرفت. سال بعد در روز اول ژانویه ۱۹۳۵ به درجه دریاسالاری رسید. در دوران بین سال‌های ۱۹۳۵ و ۱۹۳۶ شبکه جاسوسی آلمان را در اسپانیا برقرار کرد. او برای اینکه آلمان در جنگ داخلی اسپانیا جانب فرانسیسکو فرانکو را بگیرد فشار آورد؛ در حالی هیتلر در ابتدا در مورد درگیر شدن در چنین ماجراجویی تردید داشت. حمایت اولیه او از هیتلر به خاطر وحشت او از گسترش کمونیسم و نفوذ روزافزون اتحاد جماهیر شوروی سوسیالیستی بود. با این حال در ۱۹۳۸ به یکباره تفکراتش در مورد ماهیت ذاتی رایش سوم تغییر کرد و بخاطر ترسی که از نقشه‌های سیاسی هیتلر پیدا کرده بود شروع به کار علیه حزب نازی کرد. همچنین شخصیت ذاتی او به عنوان یک آلمانی متشخص در تضاد کامل با وحشیگری‌های رو به افزایش دولت آلمان بود.
او در تصیمیم هیتلر برای جذب چکسلواکی تأخیر انداخت. او همین‌طور به فرانکو نصیحت کرد تا اجازه عبور قوای المان از داخل اسپانیا به منظور تصرف جبل الطارق (از سرزمین‌های ماواری دریایی بریتانیا کبیر در جنوب اسپانیا) را ندهد. دلایل بیان شده از جانب ژنرال فرانکو برای رد درخواست هیتلر برای لشکرکشی با استفاده از خاک اسپانیا مستقیماً تحت تأثیر دریاسالار کاناریس بود. باید اضافه کرد مبلغ چشمگیری از پول که به وسیله بریتانیایی‌ها در بانک سوییس برای ژنرال فرانکو و دیگر ژنرالهایش واریز شد نیز بیطرفی اسپانیا را تضمین کرد.

## پیمان مونیخ
او همچنین در دو نقشه نافرجام علیه هیتلر دست داشت؛ یکی در ۱۹۳۸ و دیگری در ۱۹۳۹. در ۱۹۳۸ در زمان بحران چکسلواکی که منجر به پیمان مونیخ شد کاناریس به همراه رئیس ستاد ژنرال لودویگ بک و وزیر امورخارجه ارنست ویتزاکر که رهبر گروه ضد جنگ در داخل دولت بود برای دوری آلمان از جنگ در ۱۹۳۸ تلاش کردند. جنگی که آلمان را در آن بازنده می‌دیدند.
این گروه الزاماً براندازی رژیم نازی را در نظر نداشت اما با گروه انقلابی تری که اطرافیان ضد نازی هانس استر بودند متحد شد. گروه اخیر بر این عقیده بود که با استفاده از بحران باید رژیم آلمان را سرنگون کرد.
بی باکانه‌ترین نقشه او با همکاری اوالت فن کلیست برای گرفتن و نابودی هیتلر و تمام اعضای حزب نازی قبل از آغاز تجاوز به چکسلواکی بود. در این زمان فون کلیست به‌طور مخفیانه به بریتانیا سفر کرده بود تا وضعیت را با ام آی ۶ و چندین تن از افراد سیاسی بلندپایه بررسی کند. در این زمان اسم کاناریس به شکل گسترده‌ای به عنوان رابط فون کلیست در جریان طرح توطئه مطرح شد. فرماندهان عالی‌رتبه ارتش المان معتقد بودند اگر هیتلر به چکسلواکی یا هر کشور دیگری حمله کند بریتانیا به آلمان اعلان جنگ خواهد داد. ام آی ۶ نیز به همین اعتقاد بود. اعلان جنگ بریتانیا به آلمان به عقیده ستاد به آن‌ها هم دلیل و حق هم پشتیبانی لازم مردمی را برای سرنگونی هیتلر می‌داد.
به هرحال واکنش بریتانیا به خواست هیتلر برای تصرف ناحیه سودتنلند در چکسلواکی بسیار آرام‌تر بود. در دیداری در مونیخ بین هیتلر و نویل چمبرلن نخست‌وزیر بریتانیا و ادوار دالادیه نخست‌وزیر فرانسه دیپلماسی بر جنگ ترجیح داده شد. قرارداد مونیخ باعث ناامیدی کاناریس و فون کلیست شد و برای هیتلر شهرت داخلی به همراه آورد. کاناریس به شدت از این اقدام «ناصادقانه و احمقانه» شوکه شده بود و ترجیح داد صبور باشد و منتظر فرصت بهتری برای اقدام علیه هیتلر بماند.
در ژانویه ۱۹۳۹ کاناریس اخطار جنگ هلند را ایجاد کرد که از سوی دولت بریتانیا جدی گرفته شد. در ۲۳ ژانویه ۱۹۳۹ دولت بریتانیا اطلاعاتی را دریافت کرد که در آن هشدارهایی مبنی بر قصد آلمان برای تهاجم به هلند در فوریه ۱۹۳۹ و استفاده از پایگاه‌های هوایی این کشور برای حمله و بمباران نقاط راهبردی بریتانیا برای رسیدن به نوعی «ناک-اوت» نظامی این کشور با استفاده از ویرانی کامل شهرهای آن بود. البته تمام این اطلاعات نادرست بود و به وسیله کاناریس ساخته شده بود تا سیاست خارجی بریتانیا را تغییر دهد. در این برنامه کاناریس موفق بود و داستان اخطار جنگ هلند باعث شد چمبرلین دستور «تعهد قاره ای» را صادر کند که باعث اعزام قوای قابل توجهی از سربازان نیروی زمینی بریتانیا به فرانسه در فوریه ۱۹۳۹ شد؛ بنابراین به نظر می‌رسد ام آی ۶ ارتباط خود با کارناریس را حتی بعد از امضای پیمان مونیخ در ۳۰ سپتامبر ۱۹۳۸ حفظ کرده بوده‌است. بعد از به قدرت رسیدن وینستون چرچیل در مه ۱۹۴۰ و به دنبال استعفای چمبرلن امیدهای کاناریس به خاطر موضع قوی نخست‌وزیر جدید علیه هیتلر تازه شد.

## درجنگ جهانی دوم
در این زمان راینهارد هایدریش که سابقاً دانشجوی نیروی دریایی و زیر درست کاناریس بود رهبر اس دی شده بود. هاینریش می‌خواست سازمان اطلاعات نظامی (آبور) را تحت کنترل داشته باشد تا کاناریس را از نزدیک زیر نظر بگیرد. کاناریس ظاهراً با هاینریش موافقت می‌کرد تا بتواند آبور را به نیرویی قابل ملاحظه تبدیل کند.
در جریان مطلع کردن سران نیروهای امنیتی قبل از حمله هیتلر به لهستان کاناریس مطلع شد که دستور کشتارها و نابودی‌های متعددی داده شده که او باید از آن‌ها یاداشت بردارد. او از این اخبار یاداشت برداشت و نسخه‌ای از آن را برای ام‌آی ۶ فرستاد. با شروع جنگ با لهستان در سپتامبر ۱۹۳۹ کاناریس یه جبهه رفت و در آنجا شاهد اعمالی از اس اس بود که مصداق جنایات جنگی بودند. همچنین از آتش زدن کنیسه یهودیان در بنجین مطلع شد؛ و به اضافه اینها از طریق یکی از مأموران «آبور» از تعداد بسیار بیشتری از کشتارها و گورهای دسته جمعی در سراسر لهستان با خبر شد. کاناریس جزئیات این شرارت‌ها بی پایان و وحشیگری‌های نازی‌ها در دفتر خاطرات روزانه اش ثبت کرد و آن‌ها را به زیر دست مورد اعتمادش ورنر اشرادر که او نیز از اعضای گروه مقاومت المان بود سپرد.
بعد از شنیدن و مشاهده این فجایع در لهستان، کاناریس در ۱۲ سپتامبر ۱۹۳۹ با قطار به مقر فرماندهی هیتلر مسافرت کرد تا اعتراض خودش را به این قساوت‌ها ابراز کند. قبل از ملاقات با هیتلر با ژنرال ویلهلم کایتل روبرو شد. کایتل به او اطلاعاتی داد که نشان دهنده اعدام‌های گسترده‌ای بود که در لهستان برنامه‌ریزی شده بوند. اینها شامل اعدام اشراف و اسقف‌های کلیسای کاتولیک و کشیشان بود که برای اعدام جدا شده بودند. ژنرال کایتل به کاناریس نصیحت کرد که دیگر به اعتراضش ادامه ندهد و توضیح داد که حتی جزئیات این اقدامات وحشیانه نیز مستقیماً از جانب شخص هیتلر برنامه‌ریزی شده و اعتراض کردن حتی می‌تواند خطرناک باشد.
با نمایان شدن این مسائل کاناریس یا جدیت بیشتر و خطر کردن بیشتر شروع به فعالیت برای براندازی رژیم نازی کرد. با این حال مجبور به همکاری با اس‌دی بود تا بتواند دامی مناسب برای نازی‌ها تهیه کند. برای همین برای مدتی به فردی کاملاً قابل اعتماد بدل شد و در ژانویه ۱۹۴۰ ترفیع گرفت. با همکاری زیر دست خود اروین لهاوزن او دایره‌ای از افسران ورماخت را درست کرد که بسیاری از آن‌ها بعد از کودتای ۲۰ ژوئیه ۱۹۴۴ یا اعدام شدند یا وادار به خودکشی شدند. در اجتماع افسران در برلین در دسامبر ۱۹۴۱ کاناریس گفت: «آبور هیچ ارتباطی با آزار و شکنجه یهودیان ندارد… بدون در نظر گرفتن خودمان ما خود را خارج از این جنایت نگه می‌داریم». (ام.ای. ۶ زیربخش وی. اف پرونده آن. آ اچ. دبلیو ۱/۳۲۷). اینطور فرض می‌شود که به رغم جنگ بین دو کشور، اطلاعات بریتانیا ارتباط خود با کاناریس را در این زمان حفظ کرده بوده‌است. همین‌طور به نظر می‌رسد که در جریان حمله به روسیه کاناریس اطلاعات دقیقی را از مکان دشمن دریافت می‌کرده‌است؛ اطلاعاتی که فقط بریتانیایی‌ها از آن اطلاع داشتند. رئیس ام آی ۶ استورات منزیس که او نیز مانند کاناریس اعتقادات ضد کمونیستی شدیدی داشت در پایان جنگ جسارت و شجاعت کاناریس را بسیار ستوده‌است. راینهارد هایدریش و هاینریش هیملر تحقیقاتی را در مورد جزئیات منبع اطلاعاتی کاناریس در مورد عملیات بارباروسا را آغاز کردند و به این جمع‌بندی رسیدند که بدون تردید ارتباطی بین او و بریتانیایی‌ها وجود دارد.
در ژوئن ۱۹۴۲ کاناریس ۸ مأمور آبور را برای انجام اعمال خرابکارانه به ساحل شرقی ایالات متحده آمریکا فرستاد. این عملیات که تحت عنوان عملیات پستوریوس انجام شد برای تخریب اهداف اقتصادی و دلسرد کردن مردم غیرنظامی تدارک دیده شده بود. با این حال بعد از دو هفته همه آن‌ها به وسیله اف بی ای دستگیر شدند زیرا که دو مأمور آبور به کل عملیات در آمریکا خیانت کرده بودند. آن‌ها در لباس غیرنظامی بازداشت شده بودند اما در دادگاه نظامی در واشینگتن دی سی محاکمه شدند و همه گناهکار شناخته شدند و به مرگ محکوم شدند؛ اما دو نفری که با اف بی ای همکاری کرده بودند فقط با یک درجه تخفیف محکوم به حبس ابد شدند و بقیه با صندلی الکتریکی در زندان کلمبیا دیستریتک اعدام شدند. شرم ناشی از شکست عملیات باعث شد دیگر عملیات خرابکارانه‌ای در داخل ایالات متحده انجام نشود.

## بهم زدن توطئه هیتلر برای قتل پاپ و شاه ایتالیا
پسر سرهنگ وسل فرییتاگ لورینگوون به نام نیکی در مورد ارتباط کاناریس با بهم خوردن توطئه هیتلر برای اجرای آدمربایی و ترور پاپ پیوس دوازدهم در ایتالیا در ۱۹۷۲ در مونیخ شهادت داده‌است. سرهنگ لورینگوون زیر دست دریاسالار کاناریس بود. نیکی گزارش گزارش می‌دهد که در روزی که بنیتو موسولینی به وسیله ویکتور امانوئل سوم پادشاه ایتالیا عزل و بازداشت شد، هیتلر به فرماندهی نیروهای امنیتی رایش سوم دستور می‌دهد طرحی را برای تلافی علیه ایتالیایی‌ها به صورت آدم دزدی و قتل شاه ویکتور امانوئل سوم و پاپ پیوس دوازدهم اجرا کند.
در سال ۲۰۰۹ نیکی فون فرییتاک لورینگوون در سن ۷۲ سالگی جزئیات تازه ای از ماجراهای روزهای ۲۹ و ۳۰ ژوئیه ۱۹۴۳ را برملا کرد. او می‌گوید پدرش واروین فون لهاوزن که در استخدام بخش خرابکاری اطلاعات المان بود به ملاقاتی رفتند که به وسیله کاناریس با یک ژنرال ایتالیایی به نام سزار آمه در ونیز ترتیب داده شده بود. کاناریس ژنرال ایتالیایی را از جریان توطئه مطلع می‌کند و با دنبال کردن این اخبار ژنرال ایتالیایی موفق به خنثی کردن عملیات می‌شود. این اظهارات با گواهی لهاوزن در دادگاه نورنبرگ مطابقت دارد.

## مدالها و افتخارات
- تندیس سیمون بولیوار اهدایی ونزوئلا ۱۹۰۹
- ردهٔ نشان تاج درجه چهارم از پروس
- صلیب آهن درجه یک و دو ۱۹۱۴
- حمایل جنگ یو-بوت ۱۹۱۸
- صلیب لیاقت نظامی درجه سوم با تزیین جنگی از اتریش و مجارستان
- مدال جنگ امپراتوری عثمانی (که بیشتر با نام ستاره گالیپولی شناخته می‌شود)
- صلیب افتخار جنگ جهانی اول
- نشان افتخار خدمت طولانی مدت در ورماخت از درجه چهارم تا نخست
- صلیب لیاقت جنگ درجه یک و دو به همراه شمشیر در ۱۹۳۹
- صلیب آهن درجه یک و دو ۱۹۳۹
- نشان صلیب آزادی فنلاند
  - (درجه یک به همراه ستاره و شمشیر ۱۶ سپتامبر ۱۹۴۱)
  - (درجه یک به همراه ستاره و شمشیر مزیین برگهای بلوط و ستاره سینه ۱۹ سپتامبر ۱۹۴۱)
- صلیب نقره ایی آلمان ۱۱ نوامبر ۱۹۴۳